# ОШ „Бора Станковић” Београд
ОШ "Бора Станковић" Београд се налази у Београду у градској општини Вождовац. Садашњи назив носи по писцу српског реализма Бори Станковићу.

## Историја
Због све већег раста становништва у насељу Горњи вождовац ("Предграђе Краљице Марије") расла је потреба да је неопходно омогућити дјеци из насеља да похађају школу у свом крају умјесто да путују до околних школа гјде није било довољно мјеста за велики број нових ђака. Настојања и иницијативе уродиле су плодом, па је 1929. године ријешено да се у Предграђу Краљице Марије оснује нова школа. Одлука о оснивању званично је објављена рјешењем Министарства просвјете, од 18. фебруара 1930. године. Добила је име као и само насеље "Краљица Марија". По тадашњем образовном систему била је четворогодишња.

## О школи
Ова школа посједује 31 учиониицу, 2 лабораторије, 7 кабинета, фискултурну салу, 2 учионице за наставу техничког образовања, читаоницу и библиотеку, свечану салу, зборницу, 4 канцеларије, кухињу, трпезарију, 3 помоћне просторије и зубну амбуланту са пратећим простором. Од страних језика уче се енглески и њемачки. За ученике првих и других разреда организован је продужени боравак.